# Chusquea elata
Chusquea elata és una espècie de bambú, del gènere Chusquea, de la subtribu Chusqueina, subfamília de les bambusòidies, família poàcies. Originària de Sud-amèrica, es fa a Colòmbia i a l'Equador. En aquest darrer país -on rep el nom de Bretaña- es fa a altituds de 2.700-3.500 metres a les províncies de Loja i Zamora. Com en altres espècies de bambús, la seva classificació taxonòmica és discutida, i hom ha classificat aquesta espècie com a Chusquea elata (Kunth) Nees, Neurolepis nobilis (Munro) Pilg., Planotia elata (Kunth) Munro, Planotia nobilis Munro i Planotia elata Kunth. Les seves làmines poden arribar als cinc metres de llargada i als 40 centímetres d'amplada.